# Derby calcistici in Sardegna

Bandiera della regione Sardegna.

I derby calcistici in Sardegna sono le sfide che mettono a confronto due squadre di calcio della regione Sardegna.
In Sardegna non esistono vere e proprie stracittadine e nessuno dei più rilevanti derby sardi è stato mai giocato nelle due massime serie del campionato italiano di calcio.

## Derby rilevanti
Quanto segue è un elenco dei derby disputati in almeno venti occasioni tra i professionisti. 

### Olbia-Torres
La rivalità tra Torres e Olbia è tra le più sentite dal pubblico sardo, e gli incontri vengono chiamati Derby del Nord-Sardegna. In campionati professionistici si è tenuto nelle stagioni 1968-1969, 1969-1970, 1970-1971, 1972-1973, 1973-1974, 1983-1984, 1984-1985, 1986-1987, 1993-1994, 1994-1995, 1995-1996, 1996-1997, 2006-2007, 2007-2008 e disputato con particolare continuità negli anni duemila, e le due squadre hanno avuto modo di incontrarsi nuovamente durante il campionato di Serie D 2015-2016, a causa della retrocessione della Torres dalla Lega Pro al termine della stagione precedente.
Successivamente, le due squadre si sono incontrate nuovamente nella stagione 2022-2023 e in Coppa Italia dello stesso anno in seguito alla promozione della Torres in Serie C.

#### I precedenti in gare ufficiali
Statistiche aggiornate al 4 ottobre 2023.
| Livello               | Competizione          | Incontri | Vittorie Olbia | Pareggi | Vittorie Torres | Gol Olbia | Gol Torres |
| --------------------- | --------------------- | -------- | -------------- | ------- | --------------- | --------- | ---------- |
| 3°                    | Serie C               | 13       | 2              | 7       | 4               | 10        | 13         |
| 4°                    | Serie C2/Serie D      | 20       | 5              | 7       | 8               | 10        | 14         |
| Totale nei campionati | Totale nei campionati | 33       | 7              | 14      | 12              | 20        | 27         |
| Coppa Italia Serie C  | Coppa Italia Serie C  | 2        | 1              | -       | 1               | 2         | 2          |
| TOTALE                | TOTALE                | 35       | 8              | 14      | 13              | 22        | 29         |

### Olbia-Tempio
Il Derby di Gallura è il nome con cui si identificano le gare tra l'Olbia e il Tempio. La rivalità tra i due comuni si propaga da decenni, anche in ambito extra-calcistico. Infatti, i tifosi del Tempio sono rei di un'amicizia con quelli della Torres e rivali dei cagliaritani, questi ultimi legati da una stretta amicizia proprio con i tifosi dell'Olbia. L'ultimo incontro è stato disputato a Tempio Pausania il 20 gennaio 2013 durante il campionato di Eccellenza 2012-13, e ha visto gli olbiesi imporsi per 3-0.

#### I precedenti in gare ufficiali
Statistiche aggiornate al 20 gennaio 2013.
| Livello                 | Competizione                        | Incontri | Vittorie Olbia | Pareggi | Vittorie Tempio | Gol Olbia | Gol Tempio |
| ----------------------- | ----------------------------------- | -------- | -------------- | ------- | --------------- | --------- | ---------- |
| 4°                      | IV Serie/Serie C2/Serie D           | 38       | 14             | 15      | 9               | 39        | 32         |
| 5°                      | Promozione/Interregionale/Serie D   | 16       | 11             | 4       | 1               | 25        | 9          |
| 6°                      | Prima Divisione/Eccellenza Sardegna | 8        | 3              | 2       | 3               | 1         | 0          |
| Totale nei campionati   | Totale nei campionati               | 62       | 28             | 21      | 13              | 65        | 41         |
| Coppa Italia Serie C    | Coppa Italia Serie C                | 14       | 3              | 5       | 6               | 8         | 12         |
| Coppa Italia Dilettanti | Coppa Italia Dilettanti             | 5        | 2              | 3       | 0               | 7         | 2          |
| Coppa Sardegna          | Coppa Sardegna                      | 2        | 1              | 1       | 0               | 1         | 0          |
| TOTALE                  | TOTALE                              | 83       | 34             | 30      | 19              | 81        | 55         |

#### Storico degli incontri
| Stagione  | Competizione    | Incontro     | A / R | A / R |
| --------- | --------------- | ------------ | ----- | ----- |
| 1946-1947 | Prima Divisione | Olbia-Tempio | 0-4   | 0-0   |
| 1948-1949 | Prima Divisione | Tempio-Olbia | 2-0   | 1-1   |
| 1951-1952 | Prima Divisione | Tempio-Olbia | 2-1   | 1-9   |
| 1952-1953 | Promozione      | Tempio-Olbia | 0-3   | 0-1   |
| 1954-1955 | Promozione      | Olbia-Tempio | 3-2   | 0-1   |
| 1955-1956 | Promozione      | Olbia-Tempio | 4-1   | 1-1   |
| 1958-1959 | IV Serie        | Tempio-Olbia | 1-2   | 0-3   |
| 1959-1960 | Serie D         | Tempio-Olbia | 2-1   | 0-1   |
| 1960-1961 | Serie D         | Tempio-Olbia | 1-0   | 0-1   |
| 1961-1962 | Serie D         | Tempio-Olbia | 1-1   | 1-3   |
| 1962-1963 | Serie D         | Olbia-Tempio | 1-1   | 0-2   |

| Stagione  | Competizione            | Incontro     | A / R | A / R |
| --------- | ----------------------- | ------------ | ----- | ----- |
| 1964-1965 | Serie D                 | Olbia-Tempio | 0-0   | 0-1   |
| 1965-1966 | Serie D                 | Olbia-Tempio | 2-2   | 1-1   |
| 1966-1967 | Serie D                 | Olbia-Tempio | 3-1   | 2-1   |
| 1967-1968 | Serie D                 | Tempio-Olbia | 0-1   | 0-1   |
| 1981-1982 | Interregionale          | Olbia-Tempio | 1-0   | 1-0   |
| 1982-1983 | Coppa Italia Dilettanti | Tempio-Olbia | 0-1   | 0-4   |
| 1982-1983 | Interregionale          | Olbia-Tempio | 1-1   | 1-1   |
| 1985-1986 | Coppa Italia Dilettanti | Tempio-Olbia | 0-0   | 0-0   |
| 1985-1986 | Interregionale          | Tempio-Olbia | 0-0   | 1-2   |
| 1987-1988 | Coppa Italia Serie C    | Olbia-Tempio | 0-1   | 0-0   |
| 1987-1988 | Serie C2                | Olbia-Tempio | 0-0   | 0-0   |